# Оброблюваність матеріалів різанням
Обро́блюваність матеріа́лів рі́занням (англ. machinability) — технологічні властивості матеріалів, що характеризують їх здатність піддаватись різанню.

## Загальна характеристика
Оброблюваність матеріалів різанням оцінюється за низкою технологічних показників, а саме:
- допустимою швидкістю різання VT при заданому періоді стійкості T інструменту;
- силами різання, що виникають у процесі оброблення;
- шорсткістю обробленої поверхні;
- типом стружки, що утворюється та умовами її відведення.

Залежно від характеру операції ті або інші показники стають визначальними.
Наприклад, за умов чорнового оброблення крім максимально можливої продуктивності велике значення мають сили різання і споживана потужність. При чистовій обробці визначальними є шорсткість обробленої поверхні, температурні деформації і напрям сходження стружки. При роботі автоматичного обладнання на перший план виступає проблема дроблення стружки та зручності її відведення від зони різання.
Однак за будь-яких умов, найважливішим показником оброблюваності матеріалу різанням є значення допустимих швидкостей різання, оскільки цей показник найбільшою мірою визначає продуктивність операції та собівартість обробки. Тому під оброблюваністю матеріалів різанням (у вузькому розумінні) розуміють саме допустиму швидкість різання при заданому періоді стійкості інструменту. Вважають, що кращу оброблюваність має той матеріал, який за інших рівних умов допускає вищу швидкість різання.
Очевидно, що цей показник залежить і від матеріалу інструменту а також виду операції обробки. У зв'язку з цим в умовах виробництва оброблюваність матеріалу часто оцінюють на операціях, які є лімітуючими при виготовленні з нього деталей. Такими операціями найчастіше є: свердління, нарізання різі, зубооброблення. У лабораторних умовах оброблюваність матеріалів оцінюється найчастіше у процесі точіння чи фрезерування.

## Кількісне оцінювання оброблюваності
Кількісною оцінкою оброблюваності служить коефіцієнт оброблюваності Ko, що визначається відношенням швидкості різання, допустимої при обробці даного матеріалу, до допустимої швидкості різання деякого еталонного матеріалу. Як еталонний матеріал для сталей використовується сталь 45, коефіцієнт оброблюваності якої взято за одиницю; для чавунів — сірий чавун СЧ20. Якщо коефіцієнт оброблюваності є більшим за одиницю, то даний матеріал має кращу оброблюваність від еталонного, а якщо менший — то гіршу.

## Методи визначення оброблюваності
На практиці оброблюваність матеріалів різанням оцінюється за результатами досліджень на стійкість різального інструменту, проведених або за класичним методом, або за прискореними методами.

### Класичний метод
Класичний метод досліджень стійкості використовується не тільки для оцінки оброблюваності матеріалів різанням, але і для оцінки властивостей інструментальних матеріалів, змащувально-охолоджувальних рідин, геометрії інструменту та інших параметрів, які впливають на стійкість різального інструменту. Цей метод покладено в основу міжнародного стандарту ISO 3685:1993
В основі цього методу лежить знаходження залежності {\displaystyle V=f(T)}. Для порівняння оброблюваності двох матеріалів A і B знаходять для них залежність між періодом стійкості і швидкістю різання:
{\displaystyle V_{A}={\frac {C_{V_{A}}}{T^{m_{A}}}}} та {\displaystyle V_{B}={\frac {C_{V_{B}}}{T^{m_{B}}}}}
Задавшись періодом стійкості Т = 60 хв, визначають відповідні йому швидкості різання {\displaystyle V_{A}^{(60)}} та {\displaystyle V_{B}^{(60)}} і коефіцієнт Ko відносної оброблюваності як відношення отриманих швидкостей.
Класичний метод є найточнішим і найоб'єктивнішим, однак він є трудомістким і затратним. У зв'язку з цим розробляють прискорені методи випробувань на стійкість.

### Метод торцевого точіння
Метод торцевого точіння полягає у проточуванні торцевої поверхні диска діаметром D = 300…350 мм від центра до периферії. У диску попередньо просвердлено отвір діаметром D0. По мірі переміщення різця до периферії диска видкість різання зростає лінійно, і при якійсь швидкості VЗ різець виходить з ладу внаслідок затуплення. Цій швидкості відповідає діаметр затуплення DЗ. Частоту обертання вибирають такою, щоб виконувалась умова D > DЗ >2D0. Після проведення точіння дисків з матеріалів A та B, знаходять швидкості затуплення V(A)З та V(B)З, за якими роблять висновок про відносну оброблюваність цих матеріалів.
Цей метод є достатньо простим і може бути застосований у виробничих умовах. Тому він знайшов застосування в металургійній промисловості при дослідженнях впливу різних добавок на оброблюваність конструкційних сталей. Однак він є не таким точним, як класичний метод і вимагає доведення різця до повного зносу та й характер зношування різця при торцевому точінні відрізняється від аналогічного при поздовжньому. Подібний метод стандартизовано у Франції як метод вхідного контролю оброблюваних матеріалів на автоматичних лініях.

### Метод еквівалентної інтенсивності зношування
Згідно з методом еквівалентної інтенсивності зношування (метод А. С. Кондратова) заготовку з матеріалу обробки при сталих значеннях глибини різання і подачі обточують одним різцем з різними швидкостями різання V1, V2, V3,…, Vn. Для кожного значення швидкості Vi фіксують інтенсивність зношування різця:
{\displaystyle U_{i}={\frac {\Delta }{h}}_{i}{\tau _{i}},}
де {\displaystyle \Delta h_{i}} — приріст зносу за проміжок часу {\displaystyle \tau _{i}}.
У подвійних логарифмічних координатах будується графік залежності {\displaystyle U=f(V)}, тангенс кута нахилу якого до осі U відповідає показнику відносної стійкості m у формулі {\displaystyle V={\frac {C_{V}}{T^{m}}}}. Після цього визначають еквівалентну за весь період стійкості T різця інтенсивність зношування:
{\displaystyle U_{e}={\frac {\sum \Delta h_{i}}{\sum \tau _{i}}}={\frac {\sum \Delta h_{i}}{T}}.}
За графіком {\displaystyle U=f(V)} знаходять еквівалентну швидкість різання Ve, що відповідає еквівалентному зносу, і розраховують коефіцієнт CV. Знаючи величини CV та m для матеріалів, що випробуються, визначають швидкості різання, що відповідають періоду стійкості Т = 60 хв, і за відношенням швидкостей знаходять коефіцієнт оброблюваності Ko.
Цей метод зручний тим, що не вимагає для своєї реалізації верстатів із безступінчастим регулюванням частоти обертання шпинделя і у 6-10 разів скорочує тривалість досліду.

### Метод натуральної термопари
В основі методу натуральної термопари «різець — оброблювана деталь» лежить припущення, що всі швидкості різання, які відповідають одному і тому ж періоду стійкості, відповідають одній і тій же температурі на різальній крайці. Метод є дуже простим, але не дає точних результатів, що, як правило, викликане наявністю паразитних термопар.

### Метод проникнення свердла
Суть методу проникнення свердла під дією вантажу полягає у свердлінні оброблюваного матеріалу при наперед визначених режимах різання. За основу методу береться порівняння оброблюваності еталону (сталь 45) та матеріалу, що випробовується. Найчастіше для класифікації матеріалу за оброблюваністю застосовують метод Кеснера, суть якого полягає в свердлінні отвору діаметром 10 мм при частоті обертання близько 400 об/хв на вертикально-свердлильному верстаті. При цьому подача свердла відбувається під дією постійного зусилля 50 кгс. Характеристикою оброблюваності є глибина проникнення свердла в металі за 100 обертів шпинделя верстата.
Оброблюваність оцінюється коефіцієнтом, що визначається за формулою
{\displaystyle K_{p}={\frac {l_{x}}{l_{4}5}}\cdot 100\%,}
де lx — глибина отвору у випробовуваному матеріалі;
l45 — глибина отвору в еталонному матеріалі.
При випробуванні тонких матеріалів 5…10 мм можна порівнювати час, за який свердлінням отримуються наскрізні отвори.
Даний метод дає наближену характеристику оброблюваності при свердлінні.